# حکم رشد
حکم رشد یک مجموعه تلویزیونی ایرانی در ژانر درام و پلیسی به کارگردانی حسن لفافیان و نویسندگی سعید نعمت‌الله است که از ۱۷ اردیبهشت ۱۴۰۱ تا ۲۵ خرداد ۱۴۰۱ از شبکه سه سیما پخش شد.

## خلاصه داستان
داستان سریال از آن جایی شروع می‌شود که یک سرهنگ نیروی انتظامی تصمیم می‌گیرد ریاست کلانتری محل زندگی پسرخاله‌اش، که برادر شیری‌اش هم هست، را بپذیرد. اما تقریباً تمام اعضای خانواده با این امر مخالفند چرا که فکر می‌کنند برادرش که آدم شَروری است ممکن است باعث دردسرِ او شود.

## بازیگران
| بازیگر           | نقش                       |
| ---------------- | ------------------------- |
| ثریا قاسمی       | مامان توران               |
| مجتبی فلاحی      | سرهنگ ذبیح پاشا           |
| پیام احمدی‌نیا    | غلام                      |
| مه‌لقا باقری      | محبوبه                    |
| حمید ابراهیمی    | افشین کافر                |
| مجید سعیدی       | فریدون پهلوان‌زاده (نعنا)  |
| مجید سعیدی       | فرامرز پهلوان‌زاده (اسفند) |
| آزیتا ترکاشوند   | زیبا چاپاری               |
| شهین تسلیمی      | عالیه خانم                |
| صفر کشکولی       | دهلی                      |
| علیرضا مهران     | نوید سالاری (نوید ۵۹)     |
| سید مهرداد ضیایی | دکتر پویا                 |
| صدرالدین حجازی   | پروفسور                   |
| نیلوفر شهیدی     | زهره                      |
| سیاوش گرجستانی   | سلطان چاپاری              |
| ارشیا توکلی      | سلیم پاشا                 |
| هدی استواری      | سایه سالاری               |
| فیروز حیدرزاده   | هاشم شوقی                 |
| حشمت آرمیده      | سرهنگ عبادی               |
| فرج‌الله گل‌سفیدی  | معین ننه‌بتول              |
| ندا قاسمی        | سودابه چاپاری             |
| تورج فرامرزیان   | بابا شامی                 |
| حسن ولیخانی      | سروان نصیر کرمانی         |
| مجید رحمتی       | فراز                      |
| منصور نوری       | منصور                     |
| محمد نادرخانی    | فرید                      |
| مهرداد آبسالان   | عبدی                      |
| فاطمه نوری       | بهار                      |
| الهام جدی        | اقدس                      |
| فرنوش نیک‌اندیش   | النا راشد                 |
| بهروز وفامهر     | سرگرد نامدار              |
| آرش زینال‌خیری    | سرهنگ موحد                |
| مریم کاویانی     |                           |
| فاطمه سوسرایی    |                           |

## عوامل فیلم
- نویسنده فیلمنامه : سعید نعمت‌الله
 محمد جواد اسلامی [۹]
- کارگردان : حسن لفافیان
- مدیر تولید : آرش زینال‌خیری
- مدیر فیلمبرداری : محمد ناصری
- مدیر برنامه‌ریزی : فرزاد رحمانی
- تدوین : مهدی حسینی وند
- طراح چهره‌پردازی : مجید اسکندری
- طراح صحنه : حسین عالی نژاد
- طراح لباس : الهام شعبانی
- صدابردار : مهدی یگانه
- صدابردار : سینانجات نعمت
- فیلمبردار : حسین بذرافشان
- بازیگردان : سیامک راشدی
- دستیار یک کارگردان : حسن سالار
- منشی صحنه : دنیا نادرخانی
- عکاس : میثم محمدی
- روابط عمومی : علی‌زادمهر
- پزشک پروژه : فائزه حسینی
- کارشناسی انتظامی : رحیم رمضانی
- مشاور پروژه : جواد کتابی
- تهیه‌کننده : مهدی فرجی